# Botaničnyj sad (stanice metra v Charkově)
Botaničnyj sad (ukrajinsky Ботанічний сад) je stanice charkovského metra na Oleksijivské lince.

## Charakteristika
Stanice je trojlodní, obklad pilířů je z zelené mozaiky a obklad kolejové zdi je z osm mozaikových panelů s rostlinnými vzory.
Stanice má dva vestibuly, jeden ústící na prospekt Nauky propojen eskalátorem a druhý do parku propojen schodištěm.